# Kożucharci
Kożucharci (bułg. Кожухарци) – wieś w Bułgarii, w obwodzie Kyrdżali, w gminie Krumowgrad. W 2024 roku liczyła 4 mieszkańców.